# Zasłonak włóknistożółty

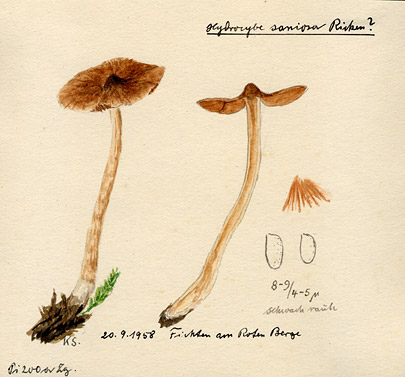

Zasłonak włóknistożółty (Cortinarius saniosus (Fr.) Fr.) – gatunek grzybów należący do rodziny zasłonakowatych (Cortinariaceae).

## Systematyka i nazewnictwo
Pozycja w klasyfikacji według Index Fungorum: Cortinarius, Cortinariaceae, Agaricales, Agaricomycetidae, Agaricomycetes, Agaricomycotina, Basidiomycota, Fungi.
Po raz pierwszy opisał go w 1821 r. Elias Fries, nadając mu nazwę Agaricus saniosus. Ten sam autor w 1838 r. przeniósł go do rodzaju Cortinarius. Ma 12 synonimów. Niektóre z nich:
- Cortinarius bavaricus M.M. Moser 1983
- Cortinarius luteolateritius (Velen.) G. Garnier 1991
- Cortinarius rufoanuliferus M.M. Moser & McKnight 1987
- Cortinarius subaurantiomarginatus Bidaud & Ferville 2012.

Andrzej Nespiak w 1975 r. nadał mu polską nazwę zasłonak cienki, Władysław Wojewoda w 2003 r. zmienił ją na zasłonak włóknistożółty.

## Morfologia
Kapelusz
Średnica 0,5–3(3,5) cm, początkowo stożkowy do dzwonkowatego z podwiniętym brzegiem, później szeroko stożkowy do płaskowypukłego, często z małym, ale wyraźnym garbkiem, zwykle z wiekiem wklęsły wokół garbka, często pofałdowany, a czasem popękany. Tylko rzadko jest promieniście prążkowany od prześwitujących blaszek. Powierzchnia u młodych okazów drobno włóknista z resztkami żółtej osłony, co nadaje jej niemal marmurkowaty wygląd, z wiekiem mniej lub bardziej gładka i nieco błyszcząca, z włókienkami zasnówki na brzegu. Jest higrofaniczny; w stanie wilgotnym ciemnożółtobrązowy do kasztanowobrązowego lub czerwonobrązowego, środek przeważnie ciemniejszy, prawie czarnobrązowy, czasami większość kapelusza ciemnieje lub z ciemnymi plamami, brzeg jaśniejszy żółtobrązowy, po wyschnięciu czerwono-żółto-brązowy do brązowawo-żółtego, środek bardziej czerwonobrązowy.
Blaszki
O szerokości 2–3,2 mm, średniogęste lub rzadkie, szeroko przyrośnięte lub zbiegające z ząbkiem, początkowo o barwie od blado żółtawej do bladoszaroochrowej, bardzo rzadko z szarawofioletowym odcieniem, później ciemnoochrowe do bladożółtobrązowych. Krawędzie blaszek tej samej barwy lub jaśniejsze, żółtawe.
Trzon
Wysokość 10–40(70) mm, grubość do 5 mm, cylindryczny lub nieco maczugowaty, dość sztywny, początkowo pełny, potem pusty. Powierzchnia pokryta dość szorstkimi, srebrzystoszarymi, białymi włóknami, których górna część jest błyszcząca i ma kolor jasno szaroochrowy do blado szarawego. W dolnej części włókienka są bardziej żółtawe na jasnożółtobrązowym lub złotoochrowym tle, u podstawy początkowo brudno żółtawobrązowe, później ciemniejszy do prawie czarnych. Osłona dość dobrze rozwinięta, złocistożółta, początkowo przypominająca skarpetkę (do 2/3 trzonu), następnie z odstająca strefą pierścieniową i poprzecznymi pasami poniżej, później włóknista i zanikająca.
Miąższ
W kapeluszu cienki, ciemnobrązowożółty do ciemnobrązowo-szarobrązowego, na szczycie trzonu ochrowy, rzadko z niebieskawo-fioletowym odcieniem, w korze zewnętrznej złotożółty do złotobrązowego, w dole trzonu żółtawobrązowy, u podstawy ciemnieje do prawie czarnego. Zapach niewyraźny (czasami słaby, podobny do zapachu ziemi lub rzodkiewki).
Cechy mikroskopowe
Zarodniki średnio 8,5–10,0 × 5,3–6,3 µm, elipsoidalne do szeroko elipsoidalnych, Q = 1,5–1,7, silnie i grubo brodawkowate. Podstawki 4-, rzadko 2-zarodnikowe, krótkocylindryczne lub maczugowate ze sterygmami o długości do 8 µm. Skórka kapelusza o grubości 7–20 µm, złożona z 2–4 warstw strzępek o szerokości (3)5–7(10) µm, silnie poprzecznie prążkowanych przez ziarnistą inkrustację. Warstwa podskórna dość silnie rozwinięta (ok. 5–7 warstw), zbudowana z prostokątnych strzępek 15–30 (35) × 35–65(90) µm, z grubymi ziarenkami pigmentu w ścianach, w dolnej części z kilku wąskich, drobnoziarnistych strzępek o szerokości 2–3 µm. Strzępki tramy zbudowane z dwóch rodzajów strzępek: szerszych (do 20 (–25) µm), słabo pigmentowanych, oraz wąskich (o szerokości około 5 µm) z wyraźniejszymi pigmentami grubościennymi i ziarnistymi.

## Występowanie i siedlisko
Występuje w Ameryce Północnej, Europie i Azji. Jest szeroko rozprzestrzeniony, ma także duży zasięg pionowy; spotykany jest od poziomu morza po wysokie góry. W Polsce W. Wojewoda w 2003 r. przytoczył kilkanaście stanowisk, w późniejszych latach podano następne. Aktualne stanowiska podaje także internetowy atlas grzybów. Znajduje się w nim na liście gatunków zagrożonych i wartych objęcia ochroną.
Naziemny grzyb mykoryzowy. Występuje pod drzewami liściastymi, w tym wierzba (także arktyczno-alpejskie gatunki karłowate), topola, brzoza, dąb i lipa. Występuje zwykle obficie na gołej glebie lub w niskich mchach, ale czasami również w wysokich torfowcach. Występuje zarówno na podłożu kwaśnym, jak i wapiennym.